# Guadalentí
Guadalentí (també conegut com a Sangonera o Reguerón), (en àrab: Oued al Iznain -segon riu-, o Oued al Lentin -riu de fang-) és un riu del sud-est de Península Ibèrica que passa per les províncies d'Almeria i Múrcia que travessa la vall entre les serres d'Espunya i Carrascoy. És l'afluent més gran per la dreta del riu Segura.
Naix a la Serra Maria, al nord de la província d'Almeria, i rep la Rambla de Chirivel al pantà de Puentes, ja a la Regió de Múrcia. Al mateix pantà desemboquen els rius Luchena i Turrilla, i des d'allí es dirigeix al sud-est passant per Llorca, on entra en una àmplia vall originat per una fossa tectònica i canvia el rumb cap al nord-est. Rep la Rambla Nogalte, que passa per Puerto Lumbreras, per a discórrer després pels termes de Totana, Alhama de Murcia i Librilla, sense més afluents d'importància.
S'uneix al Segura a l'Horta de Múrcia, dins del terme de Beniaján i aigües baix de la capital. Ho fa per mitjà d'un canal que es diu Reguerón, singular obra d'enginyeria iniciada al segle xviii amb la finalitat de prevenir les avingudes. Una gran séquia, el Reguerón Vell, desvia les aigües del riu en època de crescuda fins a un punt més baix, ja al sud de País Valencià, per evitat així les inundacions a l'aiguabarreig amb el Segura.

## Riuades
El cabal del Guadalentí és d'allò més variable i és capaç de passar d'una sequedat extrema a la major de les crescudes en tot just qüestió d'hores. No en va és conegut com «el riu més salvatge d'Europa».
Sense afluents d'importància, pot classificar-se com un riu-rambla de règim pluvial mediterani de la zona àrida del sud-est peninsular. El seu reduït cabal permanent és retingut pels pantans llorquins de Ponts i Valdeinfierno, on les aigües embassades s'aprofiten per al regadiu.
Com a conseqüència de pluges torrencials, el Guadalentí arriba a periòdicament a cabals espectaculars que causen grans danys a tota la vall. La «Riuada de Santa Teresa» del 15 d'octubre de 1879, s'estima que van caure 600 mm en una hora a la capçalera del Guadalentí. El 19 d'octubre de 1973 es va produir la pitjor crescuda del segle després d'unes precipitacions de més de 300 mm al nord d'Almeria. El riu va arribar un cabal de 2.500 m³/s a Lorca i el seu afluent, la rambla de Nogalte, 1.974 m³/s al pas per Puerto Lumbreras, on es van registrar moltes víctimes.